# Enver Balkan
Enver Balkan (ur. 5 marca 1902 w Konstantynopolu, zm. w 1966) – turecki szermierz, uczestnik Igrzysk Olimpijskich 1928 w Amsterdamie i Igrzysk Olimpijskich 1936 w Berlinie. Na obu igrzyskach uczestniczył w indywidualnych i drużynowych turniejach szablistów za każdym razem kończąc zawody w pierwszej fazie grupowej.
Jego syn Nihat wystąpił we florecie i szabli na igrzyskach olimpijskich w 1948 w Londynie.